# Hugo Becker (ator)
Hugo Becker (Metz, 13 de maio de 1986) é um ator francês, mais conhecido por ter interpretado o Príncipe Louis Grimaldi na telessérie Gossip Girl.

## Carreira
Depois de se formar pelas escolas de teatro francesa e inglesa (Conservatory of Dramatic Art; Royal Academy of Dramatic Art), ganhou o prêmio Young Cannes Talent em 2010 no Festival de Cinema de Cannes.
Fez sua estreia na TV americana no papel de Louis Grimaldi, príncipe de Mônaco e par romântico de Blair Waldorf (Leighton Meester) na série Gossip Girl, gravando dois episódios em Paris.

## Filmografia
- La mariéen'est pas qu'unemarchande de frites (2010)
- L'assaut (2010)
- Julie Lescaut (TV) (2011)
- La proie (2011)
- La croisière (2011)
- R.I.S. Police scientifique (TV) (2011)
- Damsels in Distress (2011)
- Gossip Girl (TV) (2010/2012)
- Untitled Drake Doremus Project (2012)

## Premiações & Indicações
| Ano  | Prêmio                             | Categoria           | Resultado |
| ---- | ---------------------------------- | ------------------- | --------- |
| 2010 | Festival de Cannes                 | Young Cannes Talent | Venceu    |
| 2015 | Luchon International Film Festival | Melhor Jovem Ator   | Venceu    |